# Oprostovice
Oprostovice là một làng thuộc huyện Přerov, vùng Olomoucký, Cộng hòa Séc.
Đô thị này có diện tích 2,66 km vuông, và có dân số 110 người (vào ngày 3 tháng 7 năm 2006).
Oprostovice có cự ly khoảng 13 km (8 dặm) về phía đông của Přerov, 30 km (19 dặm) về phía đông nam Olomouc, và 240 km (149 dặm) về phía đông của Praha.